# Polacantha composita
Polacantha composita är en tvåvingeart som först beskrevs av James Stewart Hine 1918.  Polacantha composita ingår i släktet Polacantha och familjen rovflugor. Inga underarter finns listade i Catalogue of Life.